# Zenodorus lepidus
Zenodorus lepidus is een spinnensoort in de taxonomische indeling van de springspinnen (Salticidae).
Het dier behoort tot het geslacht Zenodorus. De wetenschappelijke naam van de soort werd voor het eerst geldig gepubliceerd in 1834 door Félix Édouard Guérin-Méneville.